# Chien tasse de thé
 (mai 2022).
Un chien tasse de thé (anglais : teacup dog) est un très petit chien, pouvant appartenir à plusieurs races sélectionnées sur leur petite taille. Les pratiques de sélection sont à l'origine des nombreux problèmes de santé qui affectent ces chiens.

## Histoire
Le terme Teacup dog est lié à la présentation du chihuahua de Paris Hilton, Tinkerbell, pendant l'émission de variétés The Simple Life.
Ces chiens sont sélectionnés par croisement des plus petits individus d'une même race. 
Ils sont rapidement devenus populaires. Madeline Bernstein attribue leur succès à l'engouement général pour les animaux qui semblent être  bébés.

## Races concernées
Les chiens tasse de thé peuvent être de différentes races sélectionnées sur leur petite taille, telles que le Poméranien, le Yorkshire terrier ou le Chihuahua. La plupart sont élevés dans des usines à chiots en Corée du Sud.

## Problèmes de santé
En raison des pratiques de sélection, les chiens tasse de thé sont susceptibles de nombreux problèmes de santé tels que l'hypoglycémie, les malformations cardiaques, l'affaissement de la trachée, l'épilepsie, des problèmes respiratoires et digestifs, l'hydrocéphalie, la luxation de la rotule (débouchant sur l'arthrite), ainsi que la cécité.
Les pratiques d'élevage peuvent également augmenter le risque de shunts hépatiques, et être à l'origine de problèmes dentaires et gingivaux, dus au fait que les dents de lait ne tombent pas toujours seules, demandant alors une intervention vétérinaire.